# 宝山镇 (雷波县)
宝山镇，原为元宝山乡，是中华人民共和国四川省凉山彝族自治州雷波县下辖的一个乡镇级行政单位。2020年6月，撤销元宝山乡、岩脚乡和大岩洞乡，设立宝山镇，以原元宝山乡、原岩脚乡和原大岩洞乡所属行政区域为宝山镇的行政区域。

## 行政区划
宝山镇下辖以下地区：
跑马坪村、田坝村、拉租村、迎丰村、宝山村、马桑坪村、打古村和椅子村。